# Pływanie na Igrzyskach Wspólnoty Narodów 2018
Zawody w pływaniu na Igrzyskach Wspólnoty Narodów 2018 odbyły się w dniach 5–10 kwietnia 2018 w Gold Coast Aquatics Centre w Gold Coast. Rozegranych zostało 50 konkurencji, a w 12 z nich wystartowali sportowcy niepełnosprawni.

## Klasyfikacja medalowa
| Miejsce | Państwo           | Złoto | Srebro | Brąz | Razem |
| ------- | ----------------- | ----- | ------ | ---- | ----- |
| 1.      | Australia         | 28    | 21     | 24   | 73    |
| 2.      | Anglia            | 9     | 10     | 5    | 24    |
| 3.      | Południowa Afryka | 6     | 3      | 3    | 12    |
| 4.      | Kanada            | 3     | 11     | 6    | 20    |
| 5.      | Nowa Zelandia     | 2     | 0      | 1    | 3     |
| 6.      | Szkocja           | 1     | 4      | 4    | 9     |
| 7.      | Walia             | 1     | 1      | 3    | 5     |
| 8.      | Jamajka           | 0     | 1      | 0    | 1     |
| 8.      | Trynidad i Tobago | 0     | 1      | 0    | 1     |
| 10.     | Singapur          | 0     | 0      | 1    | 1     |
| Razem   | Razem             | 50    | 52     | 47   | 149   |

## Medaliści

### Mężczyźni
| Konkurencja                           | Złoto | Złoto      | Srebro | Srebro   | Brąz | Brąz     |
| Konkurencja                           | Zawodnik | Czas       | Zawodnik | Czas     | Zawodnik | Czas     |
| Styl dowolny                          | |            | |          | |          |
| 50 m (szczegóły)                      | Benjamin Proud · Anglia | 21,35      | Bradley Tandy · Południowa Afryka | 21,81    | Cameron McEvoy · Australia | 21,92    |
| 100 m (szczegóły)                     | Duncan Scott · Szkocja | 48,02      | Chad le Clos · Południowa Afryka · Kyle Chalmers · Australia | 48,15    | [ a ] | [ a ]    |
| 200 m (szczegóły)                     | Kyle Chalmers · Australia | 1:45,56    | Mack Horton · Australia | 1:45,89  | Duncan Scott · Szkocja | 1:46,30  |
| 400 m (szczegóły)                     | Mack Horton · Australia | 3:43,76    | Jack McLoughlin · Australia | 3:45,21  | James Guy · Anglia | 3:45,32  |
| 1500 m (szczegóły)                    | Jack McLoughlin · Australia | 14:47,09   | Daniel Jervis · Walia | 14:48,67 | Mack Horton · Australia | 14:51,05 |
| Styl grzbietowy                       | |            | |          | |          |
| 50 m (szczegóły)                      | Mitch Larkin · Australia | 24,68      | Benjamin Treffers · Australia | 24,84    | Zac Incerti · Australia | 25,06    |
| 100 m (szczegóły)                     | Mitch Larkin · Australia | 53,18      | Bradley Woodward · Australia | 53,95    | Markus Thormeyer · Kanada | 54,14    |
| 200 m (szczegóły)                     | Mitch Larkin · Australia | 1:56,10    | Bradley Woodward · Australia | 1:56,57  | Josh Beaver · Australia | 1:57,04  |
| Styl klasyczny                        | |            | |          | |          |
| 50 m (szczegóły)                      | Cameron van der Burgh · Południowa Afryka | 26,58      | Adam Peaty · Anglia | 26,62    | James Wilby · Anglia | 27,37    |
| 100 m (szczegóły)                     | Adam Peaty · Anglia | 58,84      | James Wilby · Anglia | 59,43    | Cameron van der Burgh · Południowa Afryka | 59,44    |
| 200 m (szczegóły)                     | James Wilby · Anglia | 2:08,05    | Ross Murdoch · Szkocja | 2:08,32  | Matthew Wilson · Australia | 2:08,64  |
| Styl motylkowy                        | |            | |          | |          |
| 50 m (szczegóły)                      | Chad le Clos · Południowa Afryka | 23,37      | Dylan Carter · Trynidad i Tobago | 23,67    | Ryan Coetzee · Południowa Afryka | 23,73    |
| 100 m (szczegóły)                     | Chad le Clos · Południowa Afryka | 50,65 GR   | James Guy · Anglia | 51,31    | Grant Irvine · Australia | 51,50    |
| 200 m (szczegóły)                     | Chad le Clos · Południowa Afryka | 1:54,00 GR | David Morgan · Australia | 1:56,36  | Duncan Scott · Szkocja | 1:56,60  |
| Styl zmienny                          | |            | |          | |          |
| 200 m (szczegóły)                     | Mitch Larkin · Australia | 1:57,67 GR | Duncan Scott · Szkocja | 1:57,86  | Clyde Lewis · Australia | 1:58,18  |
| 400 m (szczegóły)                     | Clyde Lewis · Australia | 4:13,12    | Mark Szaranek · Szkocja | 4:13,72  | Lewis Clareburt · Nowa Zelandia | 4:14,42  |
| Sztafety                              | |            | |          | |          |
| 4 × 100 m stylem dowolnym (szczegóły) | Australia · Cameron McEvoy (48,91) · James Magnussen (48,09) · Jack Cartwright (47,71) · Kyle Chalmers (48,25) · James Roberts                                              | 3:12,96    | Anglia · David Cumberlidge (49,28) · Benjamin Proud (48,35) · Jarvis Parkinson (49,28) · James Guy (48,34) · Elliot Clogg · Cameron Kurle                         | 3:15,25  | Szkocja · Duncan Scott (48,54) · Jack Thorpe (49,48) · Kieran McGuckin (49,19) · Stephen Milne (48,65) · Craig McLean · Scott McLay · Daniel Wallace                       | 3:15,86  |
| 4 × 200 m stylem dowolnym (szczegóły) | Australia · Alexander Graham (1:46,60) · Kyle Chalmers (1:46,67) · Elijah Winnington (1:45,97) · Mack Horton (1:46,93)                                                      | 7:05,97 GR | Anglia · Cameron Kurle (1:47,63) · Nicholas Grainger (1:47,61) · Jarvis Parkinson (1:48,09) · James Guy (1:45,24)                                                 | 7:08,57  | Szkocja · Stephen Milne (1:48,62) · Duncan Scott (1:44,82) · Daniel Wallace (1:48,69) · Mark Szaranek (1:47,76)                                                            | 7:09,89  |
| 4 × 100 m stylem zmiennym (szczegóły) | Australia · Mitch Larkin (53,14) · Jake Packard (59,29) · Grant Irvine (51,36) · Kyle Chalmers (47,25) · Bradley Woodward · Matthew Wilson · David Morgan · Jack Cartwright | 3:31,04 GR | Anglia · Luke Greenbank (54,61) · Adam Peaty (57,64) · James Guy (50,95) · Benjamin Proud (47,93) · Elliot Clogg · James Wilby · Jacob Peters · David Cumberlidge | 3:31,13  | Południowa Afryka · Calvyn Justus (55,79) · Cameron van der Burgh (59,20) · Chad le Clos (50,10) · Bradley Tandy (49,70) · Martin Binedell · Michael Houlie · Ryan Coetzee | 3:34,79  |

Legenda: GR – rekord igrzysk

### Kobiety
| Konkurencja                           | Złoto | Złoto       | Srebro | Srebro      | Brąz | Brąz    |
| Konkurencja                           | Zawodniczka | Czas        | Zawodniczka                                                                                                   | Czas        | Zawodniczka | Czas    |
| Styl dowolny                          | |             | |             | |         |
| 50 m (szczegóły)                      | Cate Campbell · Australia                                                                                         | 23,78 GR,   | Bronte Campbell · Australia · Taylor Ruck · Kanada                                                            | 24,26 24,26 | [ a ] | [ a ]   |
| 100 m (szczegóły)                     | Bronte Campbell · Australia                                                                                       | 52,27 GR    | Cate Campbell · Australia                                                                                     | 52,69       | Taylor Ruck · Kanada | 53,08   |
| 200 m (szczegóły)                     | Taylor Ruck · Kanada                                                                                              | 1:54,81 GR, | Ariarne Titmus · Australia                                                                                    | 1:54,85     | Emma McKeon · Australia | 1:56,26 |
| 400 m (szczegóły)                     | Ariarne Titmus · Australia                                                                                        | 4:00,93 GR, | Holly Hibbott · Anglia                                                                                        | 4:05,31     | Eleanor Faulkner · Anglia                                                                                                   | 4:07,35 |
| 800 m (szczegóły)                     | Ariarne Titmus · Australia                                                                                        | 8:20,02     | Jessica Ashwood · Australia                                                                                   | 8:27,60     | Kiah Melverton · Australia                                                                                                  | 8:28,59 |
| Styl grzbietowy                       | |             | |             | |         |
| 50 m (szczegóły)                      | Emily Seebohm · Australia                                                                                         | 27,78       | Kylie Masse · Kanada                                                                                          | 27,82       | Georgia Davies · Walia | 27,90   |
| 100 m (szczegóły)                     | Kylie Masse · Kanada                                                                                              | 58,63 GR    | Emily Seebohm · Australia                                                                                     | 58,66       | Taylor Ruck · Kanada | 58,97   |
| 200 m (szczegóły)                     | Kylie Masse · Kanada                                                                                              | 2:05,98 GR  | Taylor Ruck · Kanada                                                                                          | 2:06,42     | Emily Seebohm · Australia                                                                                                   | 2:06,82 |
| Styl klasyczny                        | |             | |             | |         |
| 50 m (szczegóły)                      | Sarah Vasey · Anglia                                                                                              | 30,60       | Alia Atkinson · Jamajka                                                                                       | 30,76       | Leiston Pickett · Australia                                                                                                 | 30,78   |
| 100 m (szczegóły)                     | Tatjana Schoenmaker · Południowa Afryka                                                                           | 1:06,41     | Kierra Smith · Kanada                                                                                         | 1:07,05     | Georgia Bohl · Australia | 1:07,22 |
| 200 m (szczegóły)                     | Tatjana Schoenmaker · Południowa Afryka                                                                           | 2:22,02     | Molly Renshaw · Anglia                                                                                        | 2:23,28     | Chloé Tutton · Walia | 2:23,42 |
| Styl motylkowy                        | |             | |             | |         |
| 50 m (szczegóły)                      | Cate Campbell · Australia                                                                                         | 25,59       | Holly Barratt · Australia                                                                                     | 25,67       | Madeline Groves · Australia                                                                                                 | 25,69   |
| 100 m (szczegóły)                     | Emma McKeon · Australia                                                                                           | 56,78 GR    | Madeline Groves · Australia                                                                                   | 57,19       | Brianna Throssell · Australia                                                                                               | 57,30   |
| 200 m (szczegóły)                     | Alys Thomas · Walia                                                                                               | 2:05,45 GR  | Laura Taylor · Australia                                                                                      | 2:07,39     | Emma McKeon · Australia | 2:08,05 |
| Styl zmienny                          | |             | |             | |         |
| 200 m (szczegóły)                     | Siobhan-Marie O’Connor · Anglia                                                                                   | 2:09,80     | Sarah Darcel · Kanada                                                                                         | 2:11,14     | Erika Seltenreich-Hodgson · Kanada                                                                                          | 2:11,74 |
| 400 m (szczegóły)                     | Aimee Willmott · Anglia                                                                                           | 4:34,90     | Hannah Miley · Szkocja                                                                                        | 4:35,16     | Blair Evans · Australia | 4:38,23 |
| Sztafety                              | |             | |             | |         |
| 4 × 100 m stylem dowolnym (szczegóły) | Australia · Shayna Jack (54,03) · Bronte Campbell (52,03) · Emma McKeon (52,99) · Cate Campbell (51,00)           | 3:30,05     | Kanada · Alexia Zevnik (53,95) · Kayla Sanchez (53,82) · Penny Oleksiak (54,33) · Taylor Ruck (51,82)         | 3:33,92     | Anglia · Siobhan-Marie O’Connor (54,34) · Freya Anderson (54,95) · Anna Hopkin (53,82) · Eleanor Faulkner (55,29)           | 3:38,40 |
| 4 × 200 m stylem dowolnym (szczegóły) | Australia · Emma McKeon (1:56,62) · Brianna Throssell (1:57,60) · Leah Neale (1:58,23) · Ariarne Titmus (1:55,59) | 7:48,04 GR  | Kanada · Penny Oleksiak (1:58,03) · Kayla Sanchez (1:59,30) · Rebecca Smith (1:57,19) · Taylor Ruck (1:55,14) | 7:49,66     | Anglia · Eleanor Faulkner (1:58,75) · Siobhan-Marie O’Connor (1:57,07) · Freya Anderson (2:00,41) · Holly Hibbott (1:59,37) | 7:55,60 |
| 4 × 100 m stylem zmiennym (szczegóły) | Australia · Emily Seebohm (59,52) · Georgia Bohl (1:06,85) · Emma McKeon (56,42) · Bronte Campbell (51,57)        | 3:54,36 GR  | Kanada · Kylie Masse (59,02) · Kierra Smith (1:06,68) · Penny Oleksiak (56,86) · Taylor Ruck (52,54)          | 3:55,10     | Walia · Georgia Davies (1:00,34) · Chloé Tutton (1:07,39) · Alys Thomas (57,29) · Kathryn Greenslade (55,73)                | 4:00,75 |

Legenda: GR – rekord igrzysk

### Sportowcy niepełnosprawni

#### Mężczyźni
| Konkurencja                             | Złoto                      | Złoto   | Srebro                              | Srebro  | Brąz                       | Brąz    |
| Konkurencja                             | Zawodnik                   | Czas    | Zawodnik                            | Czas    | Zawodnik                   | Czas    |
| 50 m stylem dowolnym S7 (szczegóły)     | Matthew Levy · Australia   | 28,60   | Christian Sadie · Południowa Afryka | 29,65   | Toh Wei Soong · Singapur   | 29,83   |
| 100 m stylem dowolnym S9 (szczegóły)    | Timothy Disken · Australia | 56,07   | Lewis White · Anglia                | 56,77   | Brenden Hall · Australia   | 57,90   |
| 200 m stylem dowolnym S14 (szczegóły)   | Thomas Hamer · Anglia      | 1:55,88 | Liam Schluter · Australia           | 1:56,23 | Daniel Fox · Australia     | 1:58,26 |
|                                         |                            |         |                                     |         |                            |         |
| 100 m stylem grzbietowym S9 (szczegóły) | Brenden Hall · Australia   | 1:04,73 | Timothy Hodge · Australia           | 1:04,99 | Logan Powell · Australia   | 1:05,29 |
|                                         |                            |         |                                     |         |                            |         |
| 100 m stylem klasycznym SB8 (szczegóły) | Timothy Disken · Australia | 1:12,42 | Timothy Hodge · Australia           | 1:15,80 | Blake Cochrane · Australia | 1:18,75 |
|                                         |                            |         |                                     |         |                            |         |
| 200 m stylem zmiennym SM8 (szczegóły)   | Jesse Aungles · Australia  | 2:30,77 | Blake Cochrane · Australia          | 2:32,72 | Philippe Vachon · Kanada   | 2:34,03 |

#### Kobiety
| Konkurencja                             | Złoto                          | Złoto   | Srebro                      | Srebro  | Brąz                           | Brąz    |
| Konkurencja                             | Zawodniczka                    | Czas    | Zawodniczka                 | Czas    | Zawodniczka                    | Czas    |
| 50 m stylem dowolnym S8 (szczegóły)     | Lakeisha Patterson · Australia | 30,14   | Morgan Bird · Kanada        | 32,03   | Abigail Tripp · Kanada         | 32,49   |
| 100 m stylem dowolnym S9 (szczegóły)    | Lakeisha Patterson · Australia | 1:03,02 | Alice Tai · Anglia          | 1:03,07 | Ellie Cole · Australia         | 1:03,36 |
|                                         |                                |         |                             |         |                                |         |
| 100 m stylem grzbietowym S9 (szczegóły) | Alice Tai · Anglia             | 1:08,77 | Ellie Cole · Australia      | 1:11,51 | Ashleigh McConnell · Australia | 1:15,93 |
|                                         |                                |         |                             |         |                                |         |
| 100 m stylem klasycznym SB9 (szczegóły) | Sophie Pascoe · Nowa Zelandia  | 1:18,09 | Paige Leonhardt · Australia | 1:18,81 | Madeleine Scott · Australia    | 1:19,98 |
|                                         |                                |         |                             |         |                                |         |
| 50 m stylem motylkowym S7 (szczegóły)   | Eleanor Robinson · Anglia      | 35,72   | Sarah Mehain · Kanada       | 37,69   | [ c ]                          | [ c ]   |
|                                         |                                |         |                             |         |                                |         |
| 200 m stylem zmiennym SM10 (szczegóły)  | Sophie Pascoe · Nowa Zelandia  | 2:27,72 | Aurélie Rivard · Kanada     | 2:31,79 | Katherine Downie · Australia   | 2:31,81 |